# Потсдамская союзная конвенция
Потсдамская союзная конвенция — конвенция, подписанная между Россией и Пруссией 22 октября (3 ноября) 1805 года в Потсдаме. Со стороны России конвенцию подписали министр иностранных дел князь Адам Чарторыйский, князь Долгоруков и посланник России в Пруссии Алопеус. Со стороны Пруссии конвенцию подписали министры: барон Гарденберг и граф Хаугвиц. В тот же день к конвенции присоединилась и Австрия в лице своего посланника в Берлине князя Меттерниха.

## Предыстория
После заключения с Австрией и Великобританией Петербургского союзного договора 1805 года, российским императором Александром I была предпринята попытка вовлечь в антифранцузскую коалицию и Пруссию. Прусский король Фридрих Вильгельм III, боявшийся Наполеона и соблазнённый его обещанием отдать Пруссии Ганновер, стоял на позиции вооружённого нейтралитета, выгодного Франции. Однако Наполеон нарушил нейтралитет Пруссии, направив свои войска через прусское владение Ансбах. Это вызвало обострение франко-прусских отношений и побудило Фридриха Вильгельма согласиться на пропуск, вступивших к тому моменту в войну русских войск, через прусскую территорию.
25 октября 1805 года Александр I прибыл в Берлин, чтобы склонить Фридриха Вильгельма к союзу против Франции. В результате непродолжительных переговоров и была заключена Потсдамская союзная конвенция.

## Условия
Пруссия приняла на себя посредничество между Россией и Австрией с одной стороны и Францией — с другой и взялась передать Наполеону I выработанные союзниками условия мира, сводившиеся к отказу Наполеона от большей части завоёванных им территорий в Германии и Италии. В случае неудачи мирного посредничества Пруссия обязалась немедленно вступить в коалицию и выставить против Франции армию в 180 000 человек, оговаривая своё участие в войне предоставлением ей британских субсидий, помощью продовольствием со стороны России и территориальными приобретениями по окончании войны.
В отдельной секретной статье Россия обещала Пруссии добиться от Великобритании уступки Ганновера, причём в случае отказа последней передать Пруссии Ганновер и выплатить ей субсидии, Пруссия получала право выйти из коалиции и заключить сепаратный мир с Францией.

## Последствия
Заключив конвенцию, Фридрих Вильгельм тем не менее всеми средствами стремился избежать войны и поручил (без ведома своих министров) Хаугвицу, посланному им 14 ноября 1805 года к Наполеону с условиями посредничества, не доводить дело до разрыва между Пруссией и Францией. Наполеон отказался принять посредничество Пруссии, но Хаугвиц оттягивал объявление войны Франции, выжидая исхода готовившегося сражения между австро-русской и французской армиями. После победы Наполеона при Аустерлице (2 декабря 1805 года) Хаугвиц поспешил заключить с ним Шёнбруннский союзный договор, который аннулировал Потсдамскую союзную конвенцию и ставил Пруссию в полную зависимость от Наполеона.